# Illa de Prokófiev
L'illa de Prokófiev (en rus: Остров Прокофьева; Óstrov Prokófieva) és una petita illa de les illes Xantar, al mar d'Okhotsk. Administrativament pertany al krai de Khabàrovsk, al Districte Federal de l'Extrem Orient de Rússia.

## Geografia
Té una longitud d'uns 7 km i amb una amplada que oscil·la entre els 4 i els 5 km, per una superfície de 29 km². La seva alçada màxima és de 638,2 msnm. Es troba a l'est de l'illa Bolshoy Shantar.

## Història
L'illa va ser descoberta l'any 1829 per l'hidrògraf rus Prokofi Kozmin i va rebre el nom del director de la Companyia Russo-Americana, Ivan Prokófiev. Entre 1855 i 1885 va ser freqüentada per baleners estatunidencs a la recerca de balenes de Groenlàndia. Forma part del Pac Nacional de les illes Xantar.